# Distrito Central (Abuya)
El Distrito Central de Abuya, en inglés Three Arms Zone es un barrio céntrico de Abuya, capital de la República Federal de Nigeria. Llamado así porque contiene las sedes de los tres poderes del Estado, el Tribunal Supremo (poder judicial), la Asamblea Nacional (poder legislativo), y la Presidencial de la República (poder ejecutivo), así como varios edificios del Gobierno federal.